# Gächliwil
Gächliwil est une localité et une ancienne commune suisse du canton de Soleure, située dans le district de Bucheggberg.

## Histoire
La première mention du village et du domaine de Gächliwil remonte à 1365, lorsqu'il est mis en gage (puis vendu 30 ans plus tard) par son propriétaire auprès du couvent de Fraubrunnen. En 1399, le village passe sous le contrôle de la léproserie de Berne.
Le 1er janvier 1995 la commune a fusionné avec sa voisine de Lüterswil pour former la nouvelle commune de Lüterswil-Gächliwil.
Le 18 juin 2023, les habitants de Lüterswil-Gächliwil acceptent à 93,4 % de s''intégrer à la commune voisine de Buchegg. La fusion est effective depuis le 1er janvier 2024.

## Patrimoine bâti
L'ancienne école, construite un peu en dehors du village, est inscrite comme bien culturel d'importance régionale.